# Wskrzeszenie Łazarza
Wskrzeszenie Łazarza – cud Jezusa dokonany podczas jego publicznej działalności w Betanii w Judei, opisany w 11. rozdziale Ewangelii Jana.

## Treść przekazu ewangelicznego
Jan Ewangelista umiejscawia cud po drugiej stronie Góry Oliwnej, patrząc z perspektywy Jerozolimy, do której Jezus zmierzał na święto Paschy. Łazarz z Betanii, przyjaciel Chrystusa, rozchorował się i umarł. Choroba nie zostaje nazwana. Nie zostają też określone czynniki, które mogły mieć wpływ na pogorszenie się stanu chorego. Jezus, na wieść o chorobie przyjaciela, nie zdecydował się na szybsze wyruszenie do Jerozolimy z miejsca, w którym się ukrywał. W końcu jednak Chrystus wyrusza, a na jego spotkanie wychodzi najpierw Marta, a potem, wezwana przez swą siostrę, Maria. Ciało Łazarza już od czterech dni spoczywało w pieczarze, której wejście zamknięto blokiem skalnym. Na swoją prośbę Chrystus został zaprowadzony do grobu. Nakazał odtoczenie kamienia i wezwał zmarłego po imieniu. Zmarły wyszedł obwinięty, z zasłoniętą twarzą. Ostatnie słowa perykopy to nakaz Jezusowy: Rozwiążcie go i pozwólcie mu chodzić!.

## Teologia perykopy

### Interpretacja katolicka
Ewangelia o wskrzeszeniu Łazarza odczytywana jest w liturgii mszalnej V niedzieli Wielkiego Postu. W starożytności w niedzielę tę miało miejsce tzw. trzecie skrutinium, dotyczące wiary w zmartwychwstanie, stąd wybór ewangelii mszalnej na ten dzień w cyklu katechumenalnym. Janowa perykopa jest nie tylko zapisem historycznego faktu/wydarzenie z życia Jezusa Chrystusa, ale również katechezą chrześcijańską. Właściwe jej odczytanie następuje w środowisku ludzi wierzących/Kościoła.
Wskrzeszenie Łazarza przybliża śmierć Jezusa. Zwierzchnicy Narodu Wybranego, widząc nawrócenia spowodowane objawieniem mocy Bożej w Chrystusie-taumaturgu, przywracającym zmarłego do życia, podejmują ostateczną decyzję o wydaniu go w ręce Rzymian. Jezus dając na nowo przyjacielowi życie, ofiarowuje swoje własne. By dokonać znaku Jezus odczekuje kilka dni, bo czas musi dojrzeć, musi nadejść odpowiednia godzina. Bóg nie naprawia rzeczy na chwilę, jego działanie jest dogłębne. Jezus nie chce być traktowany jak talizman zapewniający błogosławieństwo i dobrobyt (słowa sióstr: gdybyś tu był). Kocha ludzi bez wyjątku (miłował Martę i jej siostrę, i Łazarza), kocha swój Kościół. Niejednokrotnie dopiero w swoim cierpieniu potrafimy zdobyć się na autentyczność i stanięcie w prawdzie. Współcierpi z cierpiącymi (zapłakał, gr. εδακρυσεν). Nie brzydzi się nędzą człowieka, człowieczym upadkiem. Widzi grzesznika w jego oddaleniu od prawdy i dobra. Kościół jest wezwany do naprawiania zranień, usuwania murów, by wydobyć człowieka (Usuńcie kamień!; Rozwiążcie go i pozwólcie mu chodzić!). Bóg nie godzi się na śmierć człowieka. W perykopie Jezus mówi o sobie używając Bożego zwrotu Ja jestem (gr. εγω ειμι), wskazującego na Bóstwo Słowa Wcielonego.

## Lokalizacja

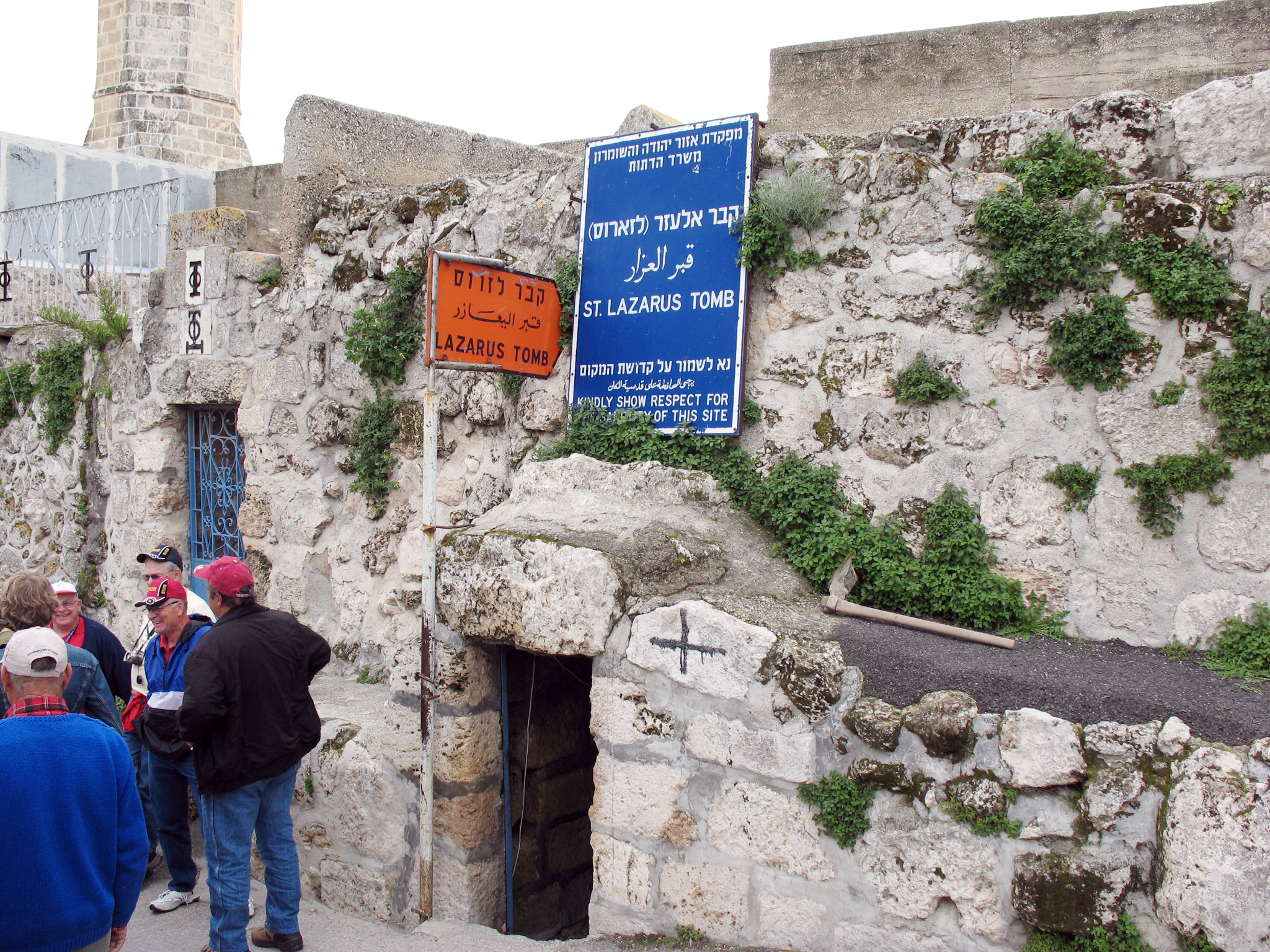
Wejście do tzw. Grobu Łazarza

W zakończeniu rozdziału 10 Ewangelii według św. Jana opisany jest pobyt Chrystusa z uczniami w Betabarze w Zajordaniu. Miejsce wspominane już było w ewangelii w 1 rozdziale. Tradycja to miejsce identyfikuje z lokalizacją wymienioną na mozaikowej Mapie z Madaby (gr. Βηθαβαρά; Al-Maghtas w Jordanii). Po odczekaniu kilku dni Chrystus wraz z Apostołami miał wyruszyć do Jerozolimy. Jeszcze przed dotarciem do Betanii, która znajdowała się po wschodniej stronie Góry Oliwnej (obecnie identyfikowanej z arabską wioską Al-Ajzarija; arab. ‏العيزرية‎), miało miejsce spotkanie z siostrami w jakiejś odległości od wioski. Lokalna tradycja identyfikuje miejsce spotkania z prawosławnym klasztorem nazywanym Burdż al-Ahmar przy drodze z Betanii do Jerycha. Właściwym miejscem cudu wskrzeszenia była pieczara zamieniona w grobowiec. Obecnie tzw. grób Łazarza znajduje się w rękach muzułmanów. Kilka razy w roku franciszkanie z Kustodii Ziemi Świętej sprawują w grobie liturgię.

## Wpływ na duchowość chrześcijańską i sztukę
Perykopa znajduje się w katolickim niedzielnym cyklu czytań liturgicznych (V niedziela Wielkiego Postu) oraz jako jedna z ewangelii do wyboru podczas mszy świętych pogrzebowych.

## Odniesienia w kulturze
Perykopa przedstawiana była wielokrotnie w sztuce chrześcijańskiej.

### Obrazy
- Wskrzeszenie Łazarza – fresk Giotta
- Wskrzeszenie Łazarza – obraz Caravaggia
- Wskrzeszenie Łazarza – obraz Rembrandta
- Wskrzeszenie Łazarza – obraz Carla Fabritiusa
- Wskrzeszenie Łazarza – obraz Vincenta van Gogha
- Wskrzeszenie Łazarza – obraz Juana de Flandesa
- Wskrzeszenie Łazarza – obraz Jana Pynasa
- Wskrzeszenie Łazarza – obraz Vittora Carpaccia
- Wskrzeszenie Łazarza – obraz Alberta van Ouwatera
- Wskrzeszenie Łazarza – obraz Matejki

### Grafiki
- Wskrzeszenie Łazarza – rycina Wita Stwosza

### Kinematografia
- 1977 – Jezus z Nazaretu, reż. Franco Zeffirelli
- 2003 – Opowieść o Zbawicielu, reż. Philip Saville